# Guido Magnone
Guido Magnone (ur. 22 lutego 1917 w Turynie, zm. 9 lipca 2012) – francuski wspinacz i rzeźbiarz. 

## Życiorys
Choć urodził się we Włoszech to od trzeciego roku życia mieszkał we Francji. Największe osiągnięcia wspinaczkowe to między innymi wejścia na: Petit Dru (pierwsze wejście zachodnią ścianą), Piz Badile (północną ścianą), Eiger (północną ścianą) i Grand Capucin (ściana wschodnia) w Alpach, Cerro Chaltén (pierwsze wejście w historii) i Chacraraju (pierwsze wejście w historii) w Andach, Makalu w Himalajach i Muztagh w Karakorum.